# 科尔比诺农村居民点
科尔比诺农村居民点（俄语：Колбинское сельское поселение）是俄罗斯联邦沃罗涅日州列皮约夫卡区所属的一个农村居民点。其下辖有4个居民点，行政中心为科尔比诺。据2016年统计，该农村居民点的人口为1103人。